# Baltrum
Baltrum - ("das Dornröschen der Nordsee", la bella durmiente del mar del Norte) - es una isla de la costa de Ostfriesland al norte del estado federal de Niedersachsen (Alemania) y cae exactamente en la mitad de la "cadena de perlas" (Perlenkette) del archipiélago alemán de las siete islas Frisias. 
Baltrum es una isla relativamente tranquila, muy estimada por familias con niños pequeños. En su costa del norte, tiene una playa blanca con arena fina.

## Transporte

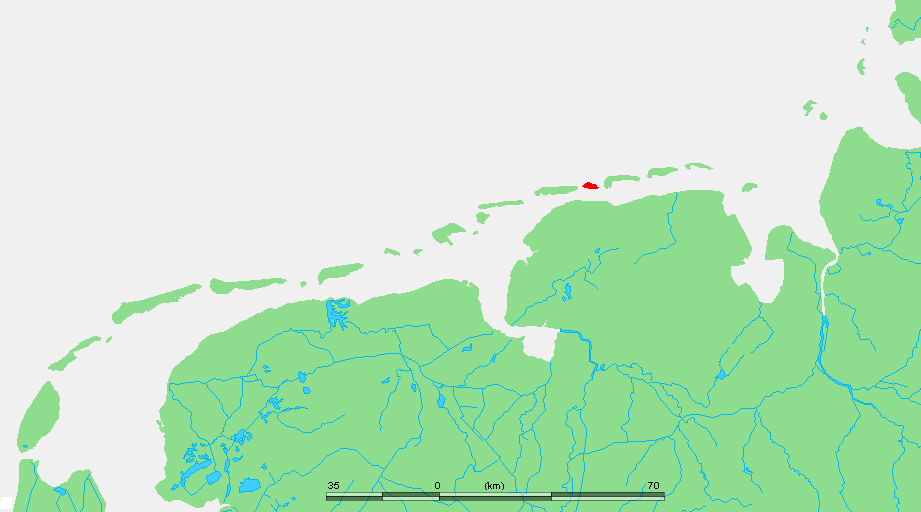
Ubicación en rojo de la isla en la "cadena de perlas" de las Islas Frisias.

La isla de Baltrum no tiene tráfico motorizado. Los únicos automóviles de la isla tienen los bomberos y la ambulancia locales. Transportes en la isla (como el transporte de alimentos desde el puerto a los supermercados) se realizan a medio de carros de caballo.
Baltrum se alcanza con un transbordador desde el puerto de neßmersiel en un viaje de aproximadamente 35 minutos. El horario del trasbordador depende de la marea.

## Literatura
- Richard Pott: Farbatlas Nordseeküste und Nordseeinseln. Ulmer, Stuttgart, 1995.

## En el cine
Hay una referencia a la isla Baltrum, en la película "La hora del Lobo" ("Vargttimen") del famoso director sueco Ingmar Bergman; se supone hubo un artista llamado Johan Borg, que desapareció de la Isla, dejando un Diario entre sus papeles, y que luego su esposa Alma entregó al Director. Este sirvió como base para escribir el guion de esta película.
Esta información aparece como una especie de prefacio en la película de Bergman, justo después de los primeros créditos en la película misma.